# سعید آقاخانی
سعید آقاخانی (زادهٔ ۴ اسفند ۱۳۵۰) بازیگر، فیلم‌نامه‌نویس و کارگردان اهل ایران است. وی دانش‌آموختهٔ تئاتر از دانشگاه تهران است. او برای بازی در فیلم خداحافظی طولانی (۱۳۹۳) برنده سیمرغ بلورین بهترین بازیگر نقش اول مرد جشنواره فیلم فجر شده است.
بازی او در مجموعه تلویزیونی چاردیواری در نقش «خیری» از محبوب‌ترین نقش‌آفرینی‌های دوران بازیگری اوست. از دیگر آثار مهم او کارگردانی و بازیگری در پنج فصل مجموعه نوروزی نون خ است که به نوعی مهم‌ترین اثر دوران فعالیت او است.

## زندگی
سعید آقاخانی در خانواده‌ای کرد در شهر بیجار استان کردستان به عنوان فرزند چهارم از میان شش خواهر و برادر به دنیا آمد. او فارغ‌التحصیل لیسانس رشته تئاتر از دانشگاه تهران می‌باشد که از فعالیت خود را از تئاتر شروع کرد و سال ۱۳۷۱ با نقش فرعی مجموعه «محکمه عدالت» جلوی دروبین رفت. سال ۱۳۷۲ با مجموعه «پرواز ۵۷» به کارگردانی مهران مدیری دیده شد و سال بعد با سریال «ساعت خوش» و سپس «سال خوش» به شهرت رسید. اولین تجربه سینمایی‌اش در سال ۱۳۷۶ با فیلم «کلید ازدواج» شروع شد تا اینکه برای بار دوم سال ۱۳۸۸ با فیلم «بعدازظهر سگی سگی» به این عرصه بازگشت. نویسندگی فیلمنامه را سال ۱۳۸۴ با سریال «متهم گریخت» به کارگرانی رضا عطاران تجربه کرد و با همین سریال هم به‌عنوان بازیگر بسیار دیده شد. او سپس سال ۱۳۸۸ با سریال «عید امسال» کارگردانی را هم آغاز کرد و مجموعه‌هایی چون دزد و پلیس و نون خ را کارگردانی کرده است. آقاخانی در فیلم‌های پرفروشی چون رحمان ۱۴۰۰ و تمساح خونی ایفای نقش کرده است

## فیلم‌شناسی

### سینما
| سال تولید | فیلم سینمایی            | سمت              | کارگردان           | نویسنده                                | تهیه‌کننده                |
| --------- | ----------------------- | ---------------- | ------------------ | -------------------------------------- | ------------------------ |
|           | ناپلئون در باغ زردآلو   | بازیگر           | حامد محمدی         | حامدمحمدی                              | احسان ضلی پور            |
| ۱۴۰۳      | ناتوردشت                | بازیگر           | محمدرضا خردمندان   | محمدرضا خردمندان و حمید اکبری‌خامنه     | مهدی فرجی                |
| ۱۴۰۳      | خاتی                    | بازیگر           | فریدون نجفی        | احمد رفیع‌زاده                          | محمد کمالی‌پور            |
| ۱۴۰۲      | تمساح خونی              | بازیگر           | جواد عزتی          | پدرام افشار                            | کامران حجازی             |
| ۱۳۹۸      | خون شد                  | بازیگر           | مسعود کیمیایی      | مسعود کیمیایی                          | جواد نوروزبیگی           |
| ۱۳۹۸      | زنبور کارگر             | بازیگر           | افشین صادقی        | سعید نعمت‌الله                          | افشین صادقی              |
| ۱۳۹۷      | قسم                     | بازیگر           | محسن تنابنده       | محسن تنابنده                           | جلیل شعبانی، الهام غفوری |
| ۱۳۹۷      | ماهی و برکه             | بازیگر           | علی براتی          | علی براتی، مهدی نامجو، محمد صادق باقری | هادی انباردار            |
| ۱۳۹۷      | رحمان ۱۴۰۰              | بازیگر           | منوچهر هادی        | بابک کایدان                            | علی سرتیپی               |
| ۱۳۹۷      | حمال طلا                | بازیگر           | تورج اصلانی        | تورج اصلانی، هادی نادری                | منصور سهراب پور          |
| ۱۳۹۶      | بنفشه آفریقایی          | بازیگر           | مونا زندی حقیقی    | حمیدرضا بابابیگی                       | علیرضا شجاع نوری         |
| ۱۳۹۶      | کامیون                  | بازیگر           | کامبوزیا پرتوی     | کامبوزیا پرتوی                         | کامبوزیا پرتوی           |
| ۱۳۹۶      | پیلوت                   | بازیگر           | ابراهیم ابراهیمیان | ابراهیم ابراهیمیان                     | محمدرضا مصباح            |
| ۱۳۹۵      | یک کیلو و بیست و یک گرم | بازیگر           | رحیم طوفان         | لیلا نیکزاد                            | وحید نیکخواه آزاد        |
| ۱۳۹۵      | آباجان                  | بازیگر           | هاتف علیمردانی     | هاتف علیمردانی                         | هاتف علیمردانی           |
| ۱۳۹۴      | اروند                   | بازیگر           | پوریا آذربایجانی   | پوریا آذربایجانی                       | مهدی داوری               |
| ۱۳۹۳      | خداحافظی طولانی         | بازیگر           | فرزاد مؤتمن        | اصغر عبداللهی                          | علی حضرتی                |
| ۱۳۹۳      | من دیه‌گو مارادونا هستم  | بازیگر           | بهرام توکلی        | بهرام توکلی                            | جواد نوروزبیگی           |
| ۱۳۹۳      | لامپ ۱۰۰                | کارگردان نویسنده | سعید آقاخانی       | سعید آقاخانی                           | محسن محسنی‌نسب            |
| ۱۳۹۰      | ضد گلوله                | بازیگر           | مصطفی کیایی        | مصطفی کیایی                            | رضا رخشان                |
| ۱۳۸۹      | هرچی خدا بخواد          | بازیگر           | نوید میهن‌دوست      | پرویز شهبازی                           | پرویز شهبازی             |
| ۱۳۸۹      | پیتزا مخلوط             | بازیگر           | حسین قاسمی‌جامی     | برزو نیک‌نژاد                           | حسین حبیبی خلیفه‌لو       |
| ۱۳۸۸      | بعدازظهر سگی سگی        | بازیگر           | مصطفی کیایی        | مصطفی کیایی                            | جوزان فیلم               |
| ۱۳۷۶      | کلید ازدواج             | بازیگر           | داود موثقی         | افشین سرفراز                           | خسرو امیر صادقی          |

### فیلم تلویزیونی، ویدیویی
| سال تولید | نام فیلم           | سمت                       | کارگردان     |
| --------- | ------------------ | ------------------------- | ------------ |
| ۱۳۹۵      | مستند جهت          | مجری-نویسنده-کارگردان     | سعید آقاخانی |
| ۱۳۹۲      | هفت خط             | نویسنده، بازیگر، کارگردان | سعید آقاخانی |
| ۱۳۹۱      | نیش                | نویسنده                   | مجید صالحی   |
| ۱۳۸۹      | جوجه تیغی‌ها        | بازیگر                    | حسین تبریزی  |
| ۱۳۸۸      | میش                | بازیگر                    | مجید صالحی   |
| ۱۳۸۷      | روز اردو           | بازیگر                    | حسین قناعت   |
| ۱۳۸۷      | شاخ به شاخ         | نویسنده و کارگردان        | سعید آقاخانی |
| ۱۳۸۶      | هندوانهٔ شب یلدا    | نویسنده، بازیگر، کارگردان | سعید آقاخانی |
| ۱۳۸۴      | خاطرات الاغ مهربان | بازیگر                    | مریم سعادت   |

### مجموعه تلویزیونی
| سال تولید | سریال ها                 | سمت              | کارگردان                                 | نویسنده                                                                    | تهیه‌کننده                       | شبکه |
| --------- | ------------------------ | ---------------- | ---------------------------------------- | -------------------------------------------------------------------------- | ------------------------------- | ---- |
| ۱۴۰۳      | نون خ ۵                  | بازیگر           | سعید آقاخانی                             | امیر وفایی                                                                 | مهدی فرجی                       | ۱    |
| ۱۴۰۲      | نون خ ۴                  | بازیگر           | سعید آقاخانی                             | امیر وفایی                                                                 | مهدی فرجی                       | ۱    |
| ۱۴۰۰      | نون خ ۳                  | بازیگر           | سعید آقاخانی                             | امیر وفایی                                                                 | مهدی فرجی                       | ۱    |
| ۱۳۹۹      | نون خ ۲                  | بازیگر           | سعید آقاخانی                             | امیر وفایی و محمد تنابنده                                                  | مهدی فرجی                       | ۱    |
| ۱۳۹۸      | نون خ ۱                  | بازیگر           | سعید آقاخانی                             | امیر وفایی                                                                 | مهدی فرجی                       | ۱    |
| ۱۳۹۶      | شب عید                   | -                | سعید آقاخانی                             | امیر وفایی، پیمان عباسی، محمد صفاجویی                                      | سید کمال طباطبایی و جواد فرحانی | ۱    |
| ۱۳۹۴      | بیمار استاندارد          | -بازیگر مهمان    | سعید آقاخانی                             | بهرام توکلی                                                                | مسعود ردایی                     | ۱    |
| ۱۳۹۳      | دیگری                    | بازیگر           | احمد کاوری                               | مرجان اشرفی‌زاده، بهرام علیان، معصومه قاسمی پور تهمینه                      | احمد زالی                       | ۳    |
| ۱۳۹۳      | روزهای بد، به‌در          | -                | سعید آقاخانی                             | برزو نیک‌نژاد                                                               | ایرج محمدی، مهران مهام          | ۳    |
| ۱۳۹۲      | خروس                     | -طراح فیلم‌نامه   | سعید آقاخانی                             | مصطفی کیایی                                                                | علیرضا ابراهیمی دلیجانی         | ۲    |
| ۱۳۹۱      | دزد و پلیس               | کارگردان         | سعید آقاخانی                             | مهراب قاسم‌خانی، پیمان قاسم‌خانی                                             | محسن چگینی                      | ۳    |
| ۱۳۹۰      | نقطه سر خط               | کارگردان         | سعید آقاخانی                             | مصطفی کیایی، سعید جلالی                                                    | ایرج محمدی، مهران مهام          | ۳    |
| ۱۳۸۹      | دانی و من ۳              | بازیگر           | ارژنگ امیرفضلی                           | علی عبدالعلی‌زاده                                                           | -                               | ۵    |
| ۱۳۸۹      | راه دررو                 | بازیگر           | سعید آقاخانی                             | مصطفی کیایی                                                                | ایرج محمدی، مهران مهام          | ۳    |
| ۱۳۸۹      | خوش‌نشین‌ها                | _                | سعید آقاخانی                             | علی کاظمی‌پور، سعید جلالی                                                   | ایرج محمدی، مهران مهام          | ۳    |
| ۱۳۸۸      | زن‌بابا                   | -                | سعید آقاخانی                             | علی کاظمی‌پور، سعید جلالی                                                   | ایرج محمدی، مهران مهام          | ۳    |
| ۱۳۸۸      | چاردیواری                | بازیگر بازیگردان | سیروس مقدم                               | سعید آقاخانی                                                               | الهام غفوری                     | ۱    |
| ۱۳۸۷      | عید امسال                | _                | سعید آقاخانی                             | سعید فرهادی                                                                | محمود رضوی، محمدمهدی عسگر پور   | ۵    |
| ۱۳۸۶      | ماجراهای تقی جان         | بازیگر           | مرضیه محبوب                              | حسین مرتضاییان                                                             |                                 |      |
| ۱۳۸۶      | پیامک از دیار باقی       | بازیگردان        | سیروس مقدم                               |                                                                            |                                 | ۱    |
| ۱۳۸۵      | روزگار خوش حبیب آقا      | بازیگر           | کارگردانی مشترک سعید آقاخانی مهدی مظلومی | سعید آقاخانی                                                               | علی لدنی                        | ۱    |
| ۱۳۸۴      | زندگی به شرط خنده        | بازیگردان        | مهدی مظلومی                              |                                                                            |                                 | ۵    |
| ۱۳۸۴      | متهم گریخت               | بازیگر و نویسنده | رضا عطاران                               | سعید آقاخانی                                                               | ایرج محمدی، مهران مهام          | ۳    |
| ۱۳۸۳      | کمربندها را ببندیم       | بازیگر           | مهدی مظلومی                              | ریما رامین‌فر، خشایار الوند، پیمان قاسم‌خانی، مهراب قاسم‌خانی، امیر مهدی ژوله | محمدرضا مفیدی                   | ۳    |
| ۱۳۸۳      | خانه‌به‌دوش                | طراح فیلم‌نامه    | رضا عطاران                               | رضا عطاران                                                                 | ایرج محمدی، مهران مهام          | ۳    |
| ۱۳۸۲      | من یک مستأجرم            | بازیگر           | پریسا بخت‌آور                             | شادمهر راستین                                                              | ایرج محمدی، مهران مهام          | ۳    |
| ۱۳۸۲      | کلانتر "اپیزود ستاره من" | بازیگر           | محسن شاه محمدی                           | محسن شاه محمدی                                                             | اصغر زائری                      | ۱    |
| ۱۳۸۱      | پشت کنکوری‌ها             | بازیگر           | پریسا بخت‌آور                             | اصغر فرهادی، محمدرضا فاضلی                                                 | حسین مروی                       | ۵    |
| ۱۳۸۱      | قصه‌های شبانه             | _                | سعید آقاخانی                             |                                                                            |                                 |      |
| ۱۳۸۱–۱۳۸۰ | پلیس آسمانی              | بازیگر           | فرشته صدرعرفایی                          | کامبوزیا پرتوی                                                             | سازمان سینمایی سبحان            |      |
| ۱۳۸۰      | خانه آرزوها              | بازیگر           | حسین سهیلی زاده                          |                                                                            |                                 |      |
| ۱۳۸۰      | داستان یک شهر-فصل ۲      | بازیگر           | اصغر فرهادی                              | اصغر فرهادی، علیرضا بذر افشان                                              | اصغر فرهادی                     | ۵    |
| ۱۳۷۸      | داستان یک شهر-فصل ۱      | بازیگر مهمان     | اصغر فرهادی                              | اصغر فرهادی                                                                | اصغر فرهادی                     | ۵    |
| ۱۳۷۸      | کاشانه                   | بازیگر           | قاسم جعفری                               | حمید نعمت‌الله، هادی مقدم دوست                                              | قاسم جعفری                      | ۳    |
| ۱۳۷۷      | چشم‌به‌راه                 | بازیگر           | اصغر فرهادی                              | اصغر فرهادی                                                                | _                               | ۵    |
| ۱۳۷۷      | مجتمع مسکونی فرخ و فرج   | بازیگر           | اصغر فرهادی                              | _                                                                          |                                 | ۲    |
| ۱۳۷۶      | جادوی مهتاب              | بازیگر           | بهمن زرین‌پور                             |                                                                            |                                 |      |
| ۱۳۷۶      | گالری ۹                  | بازیگر           | غلامرضا رمضانی                           | پیمان قاسم‌خانی                                                             | مسعود بهبهانی‌نیا                | ۵    |
| ۱۳۷۶      | همه فرزندان من           | بازیگر           | محمد دستگردی                             | محمد دستگردی                                                               | محمد دستگردی                    |      |
| ۱۳۷۵      | سلام، سلام               | بازیگر           | سیدعلی سمنانی                            | سیدعلی سمنانی                                                              | سیدعلی سمنانی                   | ۵    |
| ۱۳۷۵      | خانه به خانه             | بازیگر           | کیانوش عیاری                             | کیانوش عیاری                                                               |                                 |      |
| ۱۳۷۴      | سال خوش                  | بازیگر           | مهران مدیری                              | رضا عطاران                                                                 | رضا عطاران                      | ۲    |
| ۱۳۷۳      | ساعت خوش                 | بازیگر           | مهران مدیری                              | ارژنگ امیرفضلی، داود اسدی، رضا عطاران، مهدی فیروزی                         | رضا نادری                       | ۲    |
| ۱۳۷۲      | پرواز ۵۷                 | بازیگر           | مهران مدیری                              | ارژنگ امیرفضلی، داود اسدی                                                  | مسعود رباعی                     | ۱    |

### مجموعه نمایش خانگی
| عنوان                  | سال  | سمت              | کارگردان       | نویسنده      | تهیه‌کننده                | توضیحات                     |
| ---------------------- | ---- | ---------------- | -------------- | ------------ | ------------------------ | --------------------------- |
| عالیجناب               | ۱۳۹۶ | بازیگر           | سام قریبیان    | سام قریبیان  | مسعود ردایی و علی حضرتی  |                             |
| راز بقا                | ۱۴۰۱ | بازیگر، کارگردان | سعید آقاخانی   | امیر وفایی   | سید مصطفی احمدی          | پخش در نوروز ۱۴۰۱ از فیلم‌نت |
| خانه بسیار پر سر و صدا | ۱۴۰۱ | بازیگر           | سید مصطفی آزاد | ایمان صفایی  | گپ فیلم                  |                             |
| کندو                   | ۱۴۰۴ | بازیگر           | شهرام شاه‌حسینی | سینا شفیعی   | حسن مصطفوی               |                             |
| بیست و یک              | ۱۴۰۴ | بازیگر           | بهنام بهزادی   | مسعود خاکباز | حسن علیزاده، میثم نورانی |                             |

## جوایز
| جایزه                                      | نام اثر                                  | بخش                       | نتیجه    | سال  |
| ------------------------------------------ | ---------------------------------------- | ------------------------- | -------- | ---- |
| جشن بزرگ منتقدان و نویسندگان سینمایی ایران | خون شد                                   | بهترین بازیگر نقش اول مرد |          | ۱۴۰۱ |
| جشنواره فیلم فجر                           | خداحافظی طولانی                          | بازیگر نقش اول مرد        | برنده    | ۱۳۹۳ |
| جشنواره فیلم فجر                           | کامیون                                   | بازیگر نقش اول مرد        | نامزدشده | ۱۳۹۶ |
| جشن حافظ                                   | خداحافظی طولانی و من دیه‌گو مارادونا هستم | بازیگر مرد سینما          | نامزدشده | ۱۳۹۵ |
| جشن حافظ                                   | فصل ۱ نون خ                              | بازیگر مرد کمدی تلویزیونی | نامزدشده | ۱۳۹۸ |
| جشن حافظ                                   | فصل ۲ و ۳ نون خ                          | کارگردانی تلویزیونی       | نامزدشده | ۱۴۰۰ |
| جشن حافظ                                   | فصل ۲ و ۳ نون خ                          | بازیگر مرد کمدی تلویزیونی | نامزدشده | ۱۴۰۰ |

## دیدگاه‌ها و حاشیه‌ها

### انصراف از جشنواره فیلم فجر
سعید آقاخانی پس از سرنگونی هواپیمای مسافربری اوکراین توسط پدافند هوایی در دی ۱۳۹۸، در راستای همدردی با مردم از شرکت در سی و هشتمین دوره جشنواره فیلم فجر انصراف داد.
وی در یادداشت کوتاهی نوشت:
«بی تردید هنرمند واقعی و اصیل، هیچگاه از خاستگاه و مردمش جدا نبوده و نیست. این روزها که حوادث مترقبه و غیرمترقبه گوناگونی جو روانی جامعه و مردم شریف میهنم را یک به یک با بی رحمی نشانه گرفته‌اند، صلاح دیدم ضمن بیان همدردی صمیمانه خودم و آرزوی شکیبایی برای خانواده‌های داغدار و تمنای مغفرت برای از دست رفتگان از پیشگاه پروردگار، انصراف خودم را از حضور در جشنواره فیلم فجر امسال اعلام کنم.»

### واکنش به حادثه تروریستی چابهار
سعید آقاخانی که در جریان فیلمبرداری بخش‌هایی از فصل پنجم مجموعه نون خ در چابهار حضور داشت، پس از حادثه تروریستی چابهار در فروردین ماه ۱۴۰۳ نوشت:
درست ۲ ماه پیش در کنار همین عزیزان مرزبان و دریابانی در چابهار مشغول کار بودیم، اغلب بومی و بلوچ، مردانی مهربان و از جان گذشته، یک روز داخل قرارگاه دریابانی ورود ما را ممنوع کردند، گفتیم هنوز کارمان تمام نشده، گفتند ما آماده باشیم و ما را به زور بیرون کردند و خودشان ماندند، نزدیک قرارگاه کارمان را شروع کردیم که آسمان از شلیک گلوله توپ سیاه شد، دستپاچه همه‌چیز را جمع کردیم و از آنجا رفتیم و آن‌ها آنجا ماندند. روحشان شاد.